# Journey to the Savage Planet
Journey to the Savage Planet - це пригодницька гра 2020 року, розроблена Typhoon Studios та видана 505 Games. Спочатку вона вийшла для Windows, PlayStation 4 і Xbox One 28 січня 2020 року, після чого 21 травня 2020 року вийшов порт для Nintendo Switch. Оновлена версія гри під назвою Journey to the Savage Planet: Employee of the Month Edition була випущена для Stadia як тимчасовий ексклюзив (компанія Google володіє студією) 1 лютого 2021 року, а для PlayStation 5 та Xbox Series X/S 14 лютого 2023 року.
Продовження під назвою Revenge of the Savage Planet заплановане на 2025 рік.

## Ігровий процес
Journey to the Savage Planet - це пригодницька гра з видом від першої особи. У ній гравці мають дослідити ARY-26, барвисту планету, населену різноманітними інопланетними формами життя, такими як Pufferbird, Barfer та Floopsnoot. Основне завдання гравця — каталогізувати різноманітну інопланетну флору та фауну, а також збирати ресурси, необхідні для створення нових предметів та модернізацій, таких як реактивні ранці та гаки, які дозволяють гравцям дістатися раніше недоступних місць. Гравці зустрічатимуться з різними ворожими формами життя, яких можна перемогти за допомогою зброї, наприклад, лазерних пістолетів та метальних предметів, таких як кислотні гранати. У гру можна грати вдвох з іншим гравцем.